# IV. Bohemund antiochiai fejedelem
IV. Bohemund antiochiai fejedelem más néven Félszemű Bohemund (franciául: Bohémond le Borgne kb. 1175 - 1233 márciusa) III. Bohemund és Harenci Orgueilleuse fia. Tripoliszi gróf 1187 és 1233 között, ezen kívül antiochiai fejedelem 1201 és 1216 között, valamint 1219 és 1233 között.